# Тужиство
Тужиство (пол. Turzystwo) — село в Польщі, у гміні Адамув Луківського повіту Люблінського воєводства.
Населення — 408 осіб (2011).
У 1975-1998 роках село належало до Седлецького воєводства.

## Демографія
Демографічна структура станом на 31 березня 2011 року:
|          | Загалом | Допрацездатний вік | Працездатний вік | Постпрацездатний вік |
| -------- | ------- | ------------------ | ---------------- | -------------------- |
| Чоловіки | 206     | 49                 | 128              | 29                   |
| Жінки    | 202     | 42                 | 110              | 50                   |
| Разом    | 408     | 91                 | 238              | 79                   |